# توما سبیه
توما سبیه (به فرانسوی: Thomas Sébillet) شاعر، مترجم و مقاله‌نویس قرن شانزدهم میلادی اهل فرانسه است.